# موسى سيسوكو
موسى سيسوكو (بالفرنسية: Moussa Sissoko)‏ (مواليد 16 أغسطس 1989 في لوبلان ميسنيل - فرنسا) لاعب كرة قدم فرنسي يلعب حاليًا لصالح نادي واتفورد في الدوري الإنجليزي والمنتخب الفرنسي في مركز الوسط المهاجم وقادر على اللعب في أي دور خط الوسط أو حتى كلاعب خط وسط مهاجم، وذلك بسبب سرعته وقدراته الهجومية.
بدأ سيسوكو مسيرته الكروية في اللعب لأندية شبابية محلية في منطقة إيل-دو-فرانس، مثل الترجي أولني وAS ريد ستار 93. وفي عام 2002، انتقل للجنوب للانضمام إلى ناد تولوز. قضى سيسوكو أربع سنوات في أكاديمية الشباب في النادي وبدأ مشواره مع الاحتراف في موسم 2007-08. كما لعب في دوري أبطال أوروبا للمرة الأولى. في الموسم التالي، وساعد تولوز التأهل لبطولة الدوري الأوروبي.
ولعب سيسوكو لمنتخب الشباب الفرنسي وفي أغسطس 2009، تم استدعائه إلى المنتخب الأول للمرة الأولى في تصفيات كأس العالم لكرة القدم 2010 أمام جزر فارو. ولعب أول مباراة دولية له بعد ذلك بأربعة أيام في التصفيات المؤهلة لكأس العالم لكرة القدم 2010 ضد النمسا.

## روابط خارجية
- موسى سيسوكو على موقع الاتحاد الدولي (مؤرشف)  (الإنجليزية)
- موسى سيسوكو على موقع الاتحاد الأوربي (الإنجليزية)
- موسى سيسوكو على موقع رابطة كرة القدم الفرنسية للمحترفين (الإنجليزية)
- موسى سيسوكو على موقع إي إس بي إن إف سي (الإنجليزية)
- موسى سيسوكو على موقع قاعدة بيانات كرة القدم.إي يو (الإنجليزية)
- موسى سيسوكو على موقع ليكيب (الفرنسية)
- موسى سيسوكو على موقع ناشيونال فوتبول تيمز (الإنجليزية)
- موسى سيسوكو على موقع Soccerbase.com (لاعب) (الإنجليزية)
- موسى سيسوكو على موقع Soccerway.com (الإنجليزية)
- موسى سيسوكو على موقع عالم كرة القدم.نت (الإنجليزية)